# Opera de trei parale
Opera de trei parale (în germană Die Dreigroschenoper) este o comedie muzicală germană în trei acte de Bertolt Brecht și Kurt Weill care a avut premiera la 31 august 1928 la Theater am Schiffbauerdamm⁠(d) din Berlin. Este inspirată din piesa Opera cerșetorului (în engleză The Beggar's Oper, 1728) a dramaturgului englez John Gay, în traducerea Élisabetei Hauptmann.

## Personaje
- Macheath cunoscut sub numele de „Mackie Șiș”, lider de bandă
- Jonathan Jeremiah Peachum, director al companiei „The Beggar’s Friend”, „regele” cerșetorilor
- Celia Peachum, soția lui
- Polly Peachum, fiica lui
- „Tiger” Brown, șeful poliției din Londra
- Lucy, fiica lui
- Jenny Speluncă, prostituată
- Smith, polițist
- Părintele Kimball
- Orbi, Cerșetori, Polițiști
- Mathias Biștar, Jakob Sfarmă Țeste, Robert Fierăstrău, Eddy, Jimmy, Walter Salcie Plângătoare, membri ai bandei lui Mackie Șiș
- Betty, Dolly, Molly, Vixen, prostituate
- O prostituată bătrână
- Orchestra